# کریسمس در سرزمین عجایب
کریسمس در سرزمین عجایب (به انگلیسی: Christmas in Wonderland) فیلمی محصول سال ۲۰۰۷ و به کارگردانی جیمز اور است. در این فیلم بازیگرانی همچون پاتریک سوویزی، متیو نایت، کریس کاتان، کامرون برایت، پرستون لیسی، کارمن الکترا، تیم کوری و مکنزی پورتر ایفای نقش کرده‌اند.